# Magleby Sogn (Langeland Kommune)
Magleby Sogn ist eine Kirchspielsgemeinde (dänisch Sogn)
auf der Insel Langeland im Großen Belt im südlichen Dänemark.
Bis 1970 gehörte sie zur Harde Langelands Sønder Herred im damaligen Svendborg Amt, danach zur Sydlangeland Kommune im
Fyns Amt, die im Zuge der  Kommunalreform zum 1. Januar 2007 in der Langeland Kommune in der Region Syddanmark aufgegangen ist.
Am 1. Oktober 2010 wurde der ehemalige Kirchenbezirk Bagenkop Kirkedistrikt im Magleby Sogn mit der Abschaffung der dänischen Kirchenbezirke ein selbständiges Sogn Bagenkop Sogn.
Im Kirchspiel leben 378 Einwohner (Stand: 1. Januar 2023).
Im Kirchspiel liegt die Magleby Kirke.
Nachbargemeinden sind im Norden Tryggelev Sogn und im Westen Bagenkop Sogn.